# NGC 3568
NGC 3568 is een balkspiraalstelsel in het sterrenbeeld Centaur. Het hemelobject werd op 21 april 1835 ontdekt door de Britse astronoom John Herschel.

## Synoniemen
- ESO 377-20
- MCG -6-25-9
- IRAS11084-3710
- PGC 33952